# Władimir Marcynkowski
Władimir Filimonowicz Marcynkowski, ros. Владимир Филимонович Марцинковский (ur. w 1884 r. we wsi Dermań w guberni wołyńskiej, zm. 9 września 1971 r. w Hajfie) – rosyjski działacz chrześcijański, emigracyjny pisarz i publicysta.

## Życiorys
W 1902 r. ukończył gimnazjum w Grodnie, zaś w 1907 r. wydział historyczno-filologiczny na uniwersytecie w Sankt Petersburgu. Podczas studiów nawiązał bliskie kontakty z założycielem Rosyjskiego Studenckiego Ruchu Chrześcijańskiego (RSChD). Działał w Stowarzyszeniu Religijno-Filozoficznym im. W. Sołowiowa. Następnie został nauczycielem w gimnazjum w Grodnie. W 1913 r. przybył do Moskwy, gdzie wstąpił do RSChD, otrzymując funkcję sekretarza. Jako przedstawiciel organizacji od 1914 r. wizytował szkoły wyższe w Rosji, inicjując zakładanie grup studenckich zajmujących się studiowaniu Biblii i nauki Kościoła. Odwiedzał więzienia, ewangelizując osadzonych. Występował z wykładami i odczytami w fabrykach i zakładach przemysłowych. Był też członkiem Stowarzyszenia „Majak” i Chrześcijańskiego Związku Młodzieży Męskiej (YMCA). W latach 1917–1918 w charakterze gościa uczestniczył w obradach soboru lokalnego Rosyjskiego Kościoła Prawosławnego. Od jesieni 1919 r. jako profesor wykładał etykę na uniwersytecie w Samarze. Kontynuował działalność religijną. Ponadto brał udział w publicznych dyskusjach z działaczami antykościelnymi. Kilkakrotnie był aresztowany przez CzeKa. W kwietniu 1923 r., po pobycie w areszcie w Odessie, został odesłany do Niemiec. Uczestniczył w licznych wykładach i odczytach na tematy religijne na uniwersytetach i w cerkwiach różnych krajów Europy. Zajmował się też przekładami Biblii na ukraiński i rosyjski. Następnie przybył do Polski, gdzie zamieszkał w Wilnie. Pisał artykuły do miejscowych rosyjskich pism emigracyjnych. Po pewnym czasie przeniósł się do Pragi, gdzie współorganizował I zjazd organizacyjny RSChD. Od 1930 r. mieszkał w Palestynie. Zorganizował kilka wspólnot religijnych złożonych z Żydów i Arabów. Był autorem prac naukowych dotyczących związków pomiędzy chrześcijaństwem i judaizmem. Po utworzeniu Izraela w 1948 r., przyjął jego obywatelstwo. Zamieszkał w Hajfie, gdzie przewodniczył wspólnocie baptystów. W Monte Carlo prowadził ewangeliczne audycje radiowe nadawane do ZSRR.